# Coleophora syriaca
Coleophora syriaca é uma espécie de mariposa do gênero Coleophora pertencente à família Coleophoridae.